# Zaïre
Pour les articles homonymes, voir Zaïre (homonymie).
27 octobre 1971 – 16 mai 1997
(25 ans, 6 mois et 19 jours)
Entités précédentes :
- République démocratique du Congo

Entités suivantes :
- République démocratique du Congo

Le territoire de l'actuelle république démocratique du Congo portait le nom de Zaïre, ou république du Zaïre en forme longue, entre 1971 et 1997. Cette période est marquée par le pouvoir absolu de Mobutu Sese Seko qui, après son coup d'État de 1965, instaure un régime de parti unique et s'appuie sur le Mouvement populaire de la révolution (MPR). 
Cette période de la Deuxième République commence officiellement avec la promulgation d'une nouvelle constitution, le 24 juin 1967, qui centralise les pouvoirs de façon à contrôler les éventuels mouvements de sécession des régions éloignées. Elle prend fin en 1990, avec l'abolition du régime de parti unique.
Mobutu s'efforce de créer un sentiment d'unité nationale en lieu et place des divisions ethniques qui avaient cours jusque-là. Pour ce faire, il lance notamment une grande campagne de Recours à l'authenticité!, qui a des conséquences sur les patronymes et les toponymes, sur l'habillement et la culture en général. Son régime réprime aussi impitoyablement les opposants réels ou potentiels grâce à la division spéciale présidentielle (DSP), responsable de tortures et de nombreuses disparitions.
Sur le plan économique, Mobutu se lance dans des dépenses somptuaires et des travaux de prestige. Après un début prometteur, la situation économique se dégrade. Mobutu tente de donner un nouveau souffle à son régime en lançant la zaïrianisation de l'économie, qui consiste en des expropriations massives dans tous les secteurs, y compris les petits commerces. Les résultats sont désastreux et la corruption se généralise. Dans les années 1990, Kinshasa connaît deux importants épisodes de pillage perpétrés par les membres des forces armées excédés d'être sous-payés.
En 1996, après le génocide au Rwanda, Laurent-Désiré Kabila entreprend une marche avec ses milices en direction de Kinshasa, où il arrive en mai 1997. Il redonne immédiatement au pays son nom actuel. Mobutu part en exil au Maroc, où il meurt de cancer quatre mois plus tard.

## Étymologie
Le nom « Zaïre » est le nom que les premiers explorateurs portugais ont donné au mot kikongo nzadi, signifiant « fleuve ». L’expression Nzadi o Nzere signifie « la rivière qui engloutit toutes les autres rivières », autre désignation générique du fleuve Congo. Vers 1760, l'Encyclopédie a un article sur le Congo qui commence ainsi : « Grand pays de l’Afrique, qui comprend plusieurs royaumes. Il est borné au nord par la rivière de Zaïre »,.

## Contexte

### République du Congo / république démocratique du Congo
En 1960, le Congo belge accède à l'indépendance sous le nom de république du Congo, mais l'ancienne colonie française, avec laquelle il partageait une frontière à l'ouest, adopte également le nom de république du Congo. Afin de distinguer les deux États voisins du Congo, on ajouta en 1964 le terme « démocratique » à la dénomination de l’ancien Congo belge, qui reste désormais connu sous le nom de république démocratique du Congo (RDC) (une désignation qu’il gardera jusqu'en 1971 et qui sera reprise en 1997).

### Les difficiles débuts de l'État congolais
Ce grand pays est très tôt soumis à de fortes tensions séparatistes, notamment dans la partie orientale du pays. Les rébellions et incertitudes quant au véritable détenteur du pouvoir se succédèrent jusqu'en 1965, date à laquelle le lieutenant-général Joseph Mobutu, alors commandant en chef de l'armée, prit le contrôle du pays et s'autoproclama président pour 5 années. Il consolida rapidement son pouvoir et fut bientôt élu président à l'issue d'un scrutin sans opposition.

## Du Congo divisé au Zaïre unifié de 1971
Rétrospectivement, Mobutu justifia son coup d'état de 1965 par un bilan de la Première République établi en ces termes : « chaos, désordre, négligence, et incompétence ». 
La priorité de Mobutu est de reconstruire les structures sociales et politiques du pays. Pour cela, il doit d'abord légitimer son action sous un régime de parti unique, processus qui débute en 1970, qui continue avec le changement de nom du pays en 1971, et qui culmine avec l'adoption de la nouvelle constitution de 1974. Le mouvement se poursuit avec la zaïrianisation forcée, la centralisation et la concentration croissante du pouvoir dans les mains du « Père de la Nation ». En 1976, cependant, cette politique commence à montrer ses limites, à générer ses propres contradictions, et à préparer le retour à un système fait de brutalités et de répressions, ainsi que de tensions interethniques que le régime avait, dans un premier temps, tenté de gommer en créant la fierté d'une identité nationale.

### Mobutu, père autoproclamé de la Nation
Depuis 1965, Mobutu Sese Seko a dominé la vie politique du Zaïre, restructurant l'État à diverses occasions, et se donnant le titre de « père de la Nation ».

#### Ascension
En tant que journaliste pour Actualités africaines, Mobutu avait attiré l'attention de Patrice Lumumba dès 1958 et il s'était lié avec lui. En 1960, alors qu'il est en stage à Bruxelles, il assiste en qualité de secrétaire de Lumumba à la Table ronde belgo-congolaise, qui dure du 20 janvier au 20 février 1960 et qui a pour mandat d'élaborer un cadre législatif d'accès à l'indépendance. Mobutu retourne au Congo trois semaines avant la date du 30 juin prévue pour la proclamation de l'indépendance. 
Le 6 juillet, pour arrêter une mutinerie de l'armée à Kinshasa et Thysville, Lumumba nomme Victor Lundula au poste de commandant en chef et Mobutu chef d'état-major. Durant les mois de juillet et août, ce dernier profite de sa position pour nouer des alliances avec les unités qui lui étaient acquises, en exilant les autres unités en des régions reculées, et en dissolvant les unités rivales. Il s'assure de la loyauté des individus en contrôlant leurs promotions et leurs rémunérations. Lundula, âgé et moins alerte, ne s'opposa que peu aux plans de Mobutu.

#### Collège des commissaires généraux
Après avoir été révoqué par le président Kasa-Vubu le 5 septembre, Lumumba fait annuler cette décision par le Parlement le 13 septembre. Le lendemain, Mobutu décide d'intervenir, avec l'appui des États-Unis, et installe un gouvernement provisoire, appelé « Collège des commissaires généraux ». Composé essentiellement de diplômés et d'étudiants universitaires, ce collège remplace le Parlement durant six mois, jusqu'à ce qu'une table ronde mise en place par le président Kasa-Vubu le 25 janvier 1961 ait proposé une réforme des institutions susceptible de dénouer l'impasse entre les pouvoirs du président et ceux du parlement. Le 1er décembre, Mobutu fait arrêter Lumumba en fuite et l'expédie au Katanga, où il sera exécuté en présence de Moïse Tshombé.

#### Groupe de Binza
Les quatre années suivantes voient se succéder des gouvernements civils faibles, le pouvoir réel étant exercé en coulisse par le « groupe de Binza », un groupe de partisans mobutistes fortunés, dénommé d'après le quartier de Ngaliema où la majorité d'entre eux résidaient. À l'automne 1965, les tensions persistaient sur les prérogatives respectives du président Joseph Kasa-Vubu et du Premier ministre, menaçant la stabilité du pays. 

### Prise du pouvoir

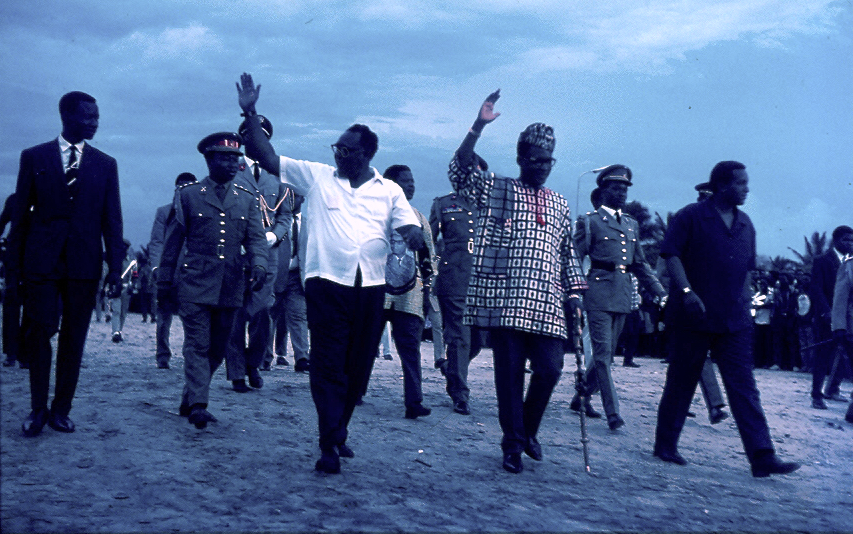
Mobutu et son équipe le 24 novembre 1966 à Kinshasa, lors des fêtes célébrant le premier anniversaire de sa prise du pouvoir.

Le 24 novembre 1965, Mobutu s'empare du pouvoir et se proclame président. Il a pris le soin de couper la ligne téléphonique du président Kasa-Vubu et de faire occuper la station de radio pour n'y diffuser que de la musique militaire. Peu après, il convoque la population au stade de football, où il explique avec une conviction passionnée sa volonté de redresser le Congo au cours des cinq prochaines années : « Cinq ans! » est le premier de ses slogans, qui vise à rassurer la population et la communauté internationale. Le second slogan de cette époque est « Retroussons les manches! » : tout en le prononçant, il donne l'exemple en retroussant les siennes.

#### Culte de la personnalité
Dès le lendemain du coup d'État, un culte de la personnalité se met en place autour du nom et de l'image du président. Le marché est inondé de tee-shirt et de robes africaines à son effigie. Comme le résume une observatrice : 

« Le culte de la personnalité qui s'organise autour du «guide» brasse ensemble le décorum des régimes totalitaires, le vocable révolutionnaire, les références messianiques et le totémisme traditionnel. Le visage de «Papa maréchal» fait une apparition divine au milieu des nuages dans un spot diffusé avant chaque journal télévisé. »

#### Dissolution du système de partis
De 1965 à 1967, Mobutu s'attache à renforcer sa légitimité en démantelant graduellement les institutions de la première république et en même temps en accroissant la centralisation du contrôle du pouvoir autour du président. Même si le parlement continuait à se réunir occasionnellement, ses prérogatives étaient sensiblement réduites, les décisions exécutives étant généralement dorénavant prises par ordonnances-lois présidentielles. Tous les partis politiques sont dissous et les activités politiques interdites, Mobutu ayant promis que « pendant 5 années, il n'y aurait pas d'activité des partis politiques ». En 1966, les 21 provinces sont rassemblées en douze, puis huit plus la capitale. Elles sont renommées régions en 1972. Elles sont transformées en simples entités administratives directement responsables devant le gouvernement central, et leurs assemblées sont plutôt consultatives que législatives. Après la suppression de la fonction de Premier ministre en octobre 1966, le président détient le quasi-monopole du pouvoir exécutif, et contrôle les pouvoirs législatif et judiciaire.

#### Répression des opposants
Le 30 mai 1966, quatre personnages-clef de la première république, dont l'ex-Premier ministre désigné Évariste Kimba, sont accusés de complot envers l'État et arrêtés. Le 2 juin, après une parodie de procès, les quatre martyrs de la Pentecôte sont pendus devant trois cent mille personnes au centre d'une immense plaine. Afin de faciliter l'assistance du public, cette journée avait été décrétée fériée. Mobutu applique ainsi le principe de Machiavel, 
dans Le Prince, qui était à cette époque son livre de chevet,.
Les menaces contre le régime persistèrent cependant. Des poches d'insurrection existaient encore, notamment au Kivu (dont le maquis de Laurent-Désiré Kabila à Fizi) et au Haut-Zaïre (province Orientale). Des mois s'écoulèrent avant que ces foyers de dissidence puissent être contrôlés.
Pendant ce temps, des rumeurs faisaient état d'un retour prochain de Tshombe, l'ancien homme fort de l'État du Katanga, exilé en Espagne. Ces rumeurs s'accentuèrent en juillet 1966 lorsque certains des anciens gendarmes katangais, aidés de mercenaires, se mutinèrent et prirent Kisangani (anciennement Stanleyville). Deux mois plus tard, ceux-ci furent repoussés après une intervention d'une équipe de mercenaires dirigés par Bob Denard et Jean Schramme. En juillet 1967, une autre importante mutinerie éclata à Kisangani, déclenchée par la nouvelle que l'avion de Tshombe avait été détourné vers Alger, où il était désormais détenu prisonnier. Alors que les rebelles étaient boutés de Kisangani par les forces de l'ANC, ils prirent Bukavu, à proximité de la frontière avec le Rwanda, qu'ils gardèrent pendant trois mois. Ils tentèrent des attaques infructueuses contre l'ANC, mais en novembre, ils passèrent la frontière rwandaise où ils se rendirent aux autorités locales. La campagne brillante et inattendue de l'ANC donna au régime une aura et une légitimité nouvelle. Le temps était venu pour de nouveau changements.

#### Corps des Volontaires de la République

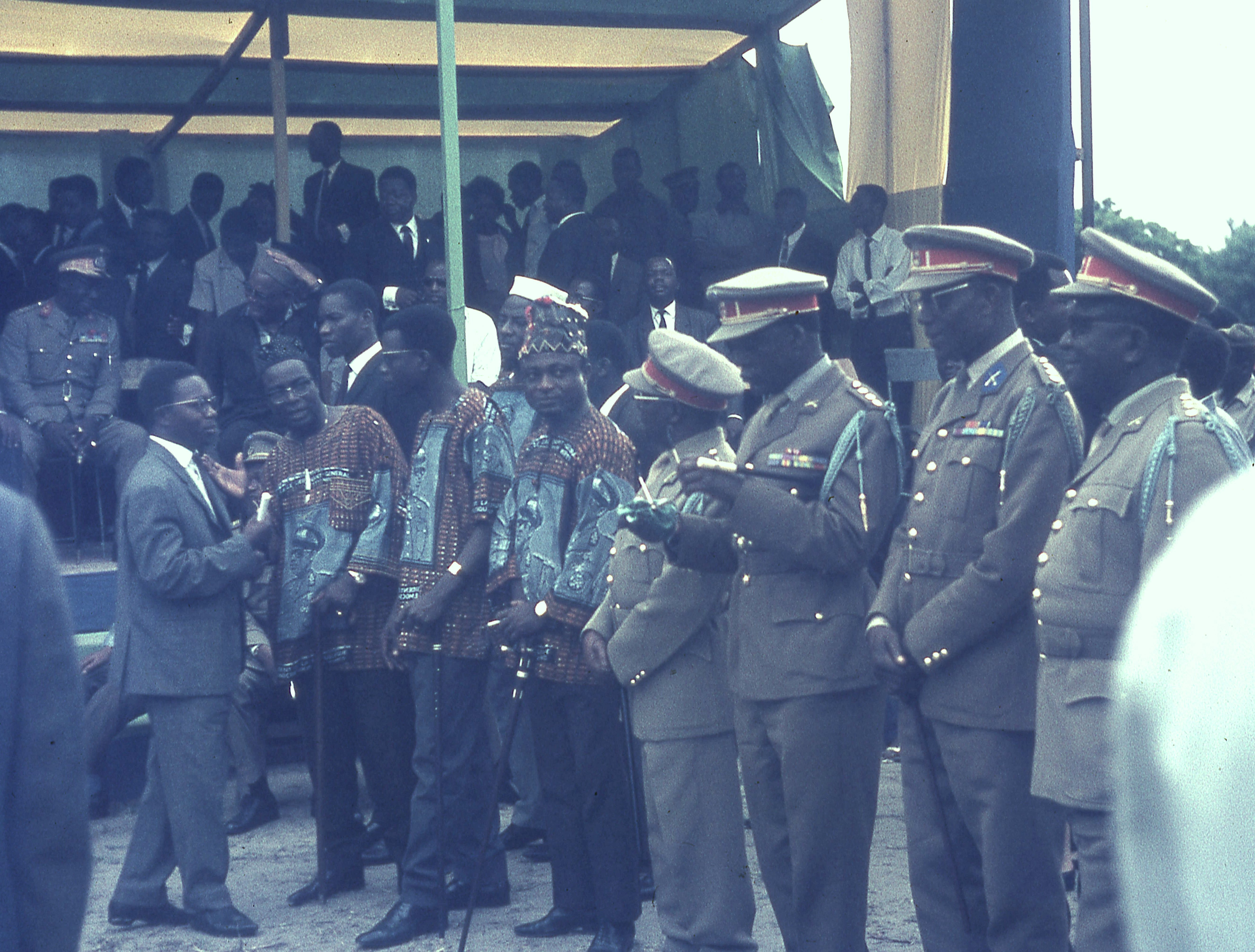
Officiels attendant l'arrivée de Mobutu. Lors des célébrations du 1er anniversaire du coup d'état, les responsables du CVR sont au coude à coude avec les chefs militaires.

Dès janvier 1966, une étape majeure de la consolidation du régime est effectuée avec la création du Corps des Volontaires de la République (CVR), une organisation dont les membres sont essentiellement recrutés parmi les étudiants de l'Union Générale des Étudiants Congolais (UGEC). Nombre des idées produites par le CVR provenaient d'un groupe d'étudiants radicaux promouvant les thèmes de nationalisme, d'indépendance économique, et de socialisation. Plus qu'un parti, le CVR était essentiellement un mouvement destiné à mobiliser la population derrière Mobutu, « notre deuxième héros national » (après Lumumba). Les succès variables du CVR comme agent de mobilisation populaire et politique, reflétant en partie les excès des étudiants impliqués, incitèrent Mobutu à lancer un mouvement plus large et plus fédérateur, par lequel, selon les mots de Mobutu, « serait animé par le Chef de l'État lui-même, et dont le CVR ne serait pas l'embryon ».

### Consolidation du régime

#### Nouvelle constitution
En 1967, ayant consolidé son pouvoir, Mobutu s'emploie à donner au pays une nouvelle constitution qui validerait son système de parti unique. Celle-ci est soumise à un référendum populaire en juin 1967, et est approuvée par 98 % des votants. Elle donnait un pouvoir accru au Gouvernement central et au président, qui devenait chef de l'État, de la police et de l'armée, et chargé des affaires étrangères. Le président approuvait ou démissionnait les ministres et leurs membres de cabinet, et fixait leurs attributions. Les ministres étaient chargés de la stricte exécution des ordres et programmes du président. Le président approuvait ou démissionnait également les gouverneurs de province, ainsi que tous les juges, y compris ceux de la Cour suprême.
Le parlement bicaméral fut remplacé par une assemblée unique, dénommée « Assemblée nationale ». Le président de la République avait le pouvoir de légiférer quant aux dispositions non prévues par les lois, sans préjudice de la Constitution. Sous certaines conditions, le président pouvait gouverner par des arrêtés présidentiels, qui prévalaient sur les lois.

#### Une nouvelle monnaie: le zaïre
Avant que le pays change de nom, une nouvelle monnaie est introduite en 1967, baptisée zaïre et destinée à remplacer le franc congolais post-colonial en tant que monnaie nationale. À son lancement, un zaïre vaut 1 000 anciens francs congolais, 100 francs belges et 2 dollars américains. Il est divisé en 100 likutas (en lingala, le singulier est likuta, le pluriel est makuta). Le likuta est lui-même divisé en 100 sengis. Cette subdivision était cependant de peu de valeur, la plus petite pièce ayant eu une valeur de 10 sengis.

#### Mouvement populaire de la révolution

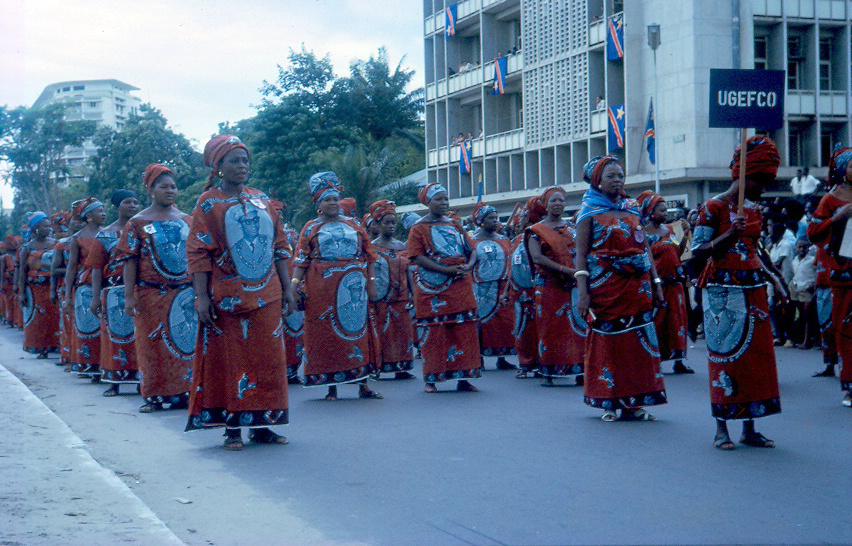
Défilé d'une associant de femmes soutenant Mobutu, à Kinshasa le 24 novembre 1966. Toutes les robes sont imprimées à son effigie.

Mais le plus important changement est celui de la création du Mouvement populaire de la révolution (MPR) le 17 avril 1967, marquant l'émergence d'une « nation politiquement organisée ». Plutôt que d'être un parti considéré comme une émanation de l'État, c'est l'État qui est désormais considéré comme l'émanation du parti. Dès lors, en octobre 1967, les responsabilités des partis et de l'administration sont intégrées dans une structure unique, assurant l'emprise du parti à tous les niveaux de pouvoir, y compris dans les provinces et jusqu'aux syndicats de travailleurs, mouvements de jeunesse et organisations étudiantes. En peu de temps, le parti était devenu l'instrument exclusif et légitime de la vie politique du pays. Comme le déclara l'un de ses dirigeants, « le MPR doit être considéré comme une église, et son fondateur, le Messie ». Par principe, « tous les Zaïrois [en] sont membres de droit dès leur naissance. »
Le centre de formation idéologique du MPR, l'Institut Makanda Kabobi, est chargé de propager « les enseignements du président-fondateur à travers tout le pays ». 

#### Manifeste de la Nsele
La fondation doctrinale suivit de peu la fondation du parti, et prit la forme du manifeste de la N'sele (du nom de la résidence campagnarde de Mobutu à Nsele, à six kilomètres de Kinshasa) publié le 20 mai 1967. Le nationalisme, la révolution et l’authenticité sont les thèmes majeurs. Ce petit livre vert, inspiré par le Petit Livre rouge de Mao, fut largement distribué.  
Le nationalisme impliquait la mise en place d'une politique d'indépendance économique. Celle-ci se traduit, dès 1967, par la nationalisation de l'Union minière du Haut Katanga, qui est renommée Gécamines, après soixante ans d'exploitation des richesses minières d'une province qui avait tenté de faire sécession sous Moïse Tshombé. Avec la guerre du Vietnam, les revenus des mines de cuivre avaient alors atteint des sommets dont le pays avait grandement besoin.

#### Expansion autoritaire et centralisation du pouvoir

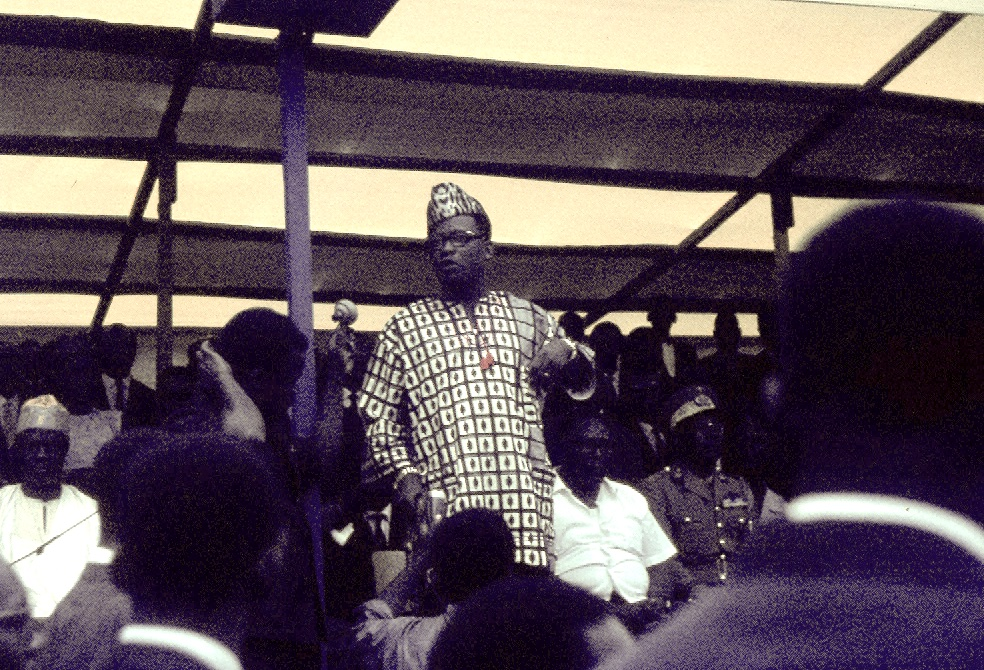
Mobutu lors du 1er anniversaire de sa prise de pouvoir.

En juillet 1967, le Bureau politique annonce la création de la Jeunesse du Mouvement populaire de la révolution (JMPR), un mois après le lancement de l'Union nationale des travailleurs zaïrois (UNTZA), qui réunit en une seule organisation les trois syndicats de travailleurs préexistants. Le but était, selon les termes du manifeste de la N'sele, de transformer le rôle des syndicats de travailleurs et d'en faire « un organe de support à la politique gouvernementale » au lieu d'une « force de confrontation », transformant ceux-ci en « un lien de communication entre les classes populaires et l'État ». De la même façon, la JMPR devait opérer un lien entre les étudiants et l’État. En réalité, le gouvernement tentait de mettre sous sa coupe les secteurs les plus susceptibles de voir émerger une opposition au régime. 
En parallèle avec les efforts visant à neutraliser toute source de pouvoir incontrôlée, d'importantes réformes administratives sont mises en place en 1967 et 1973 pour accroître l’emprise du pouvoir central sur les provinces. L’objectif principal de la réforme de 1967 est d'abolir les gouvernements provinciaux et de les remplacer par des fonctionnaires contrôlés par Kinshasa. Cette réforme est ensuite étendue aux districts et aux territoires, avec à leur tête un fonctionnaire dépendant de Kinshasa. Les seules entités administratives qui ne tombèrent pas sous la coupe du gouvernement central furent les « collectivités », les « chefferies » et les « secteurs » (comprenant plusieurs chefferies).
Le contrôle des secteurs-clé sociaux s'étend ensuite aux associations de femmes mises sous le contrôle du parti, de même que la presse.

## La nouvelle république du Zaïre
Toujours en quête de légitimer (sous couvert d’authenticité) la centralisation du régime (sous le couvert d’une uniformisation), le nom du pays est changé en « république du Zaïre » en octobre 1971, et celui des forces armées en « Forces armées zaïroises » (FAZ). Cette décision était curieuse, dans la mesure où le nom « Congo », qui se référait à la fois au fleuve Congo et à l’ancien Kongo, était lui-même fondamentalement « authentique » et précolonial, étant en usage avant l'arrivée des premiers explorateurs portugais.
Selon David Van Reybrouck, la période 1965-75 est restée dans les mémoires comme la décennie dorée du Congo indépendant.

### Construction d'une conscience nationale

#### «Recours à l'authenticité!»

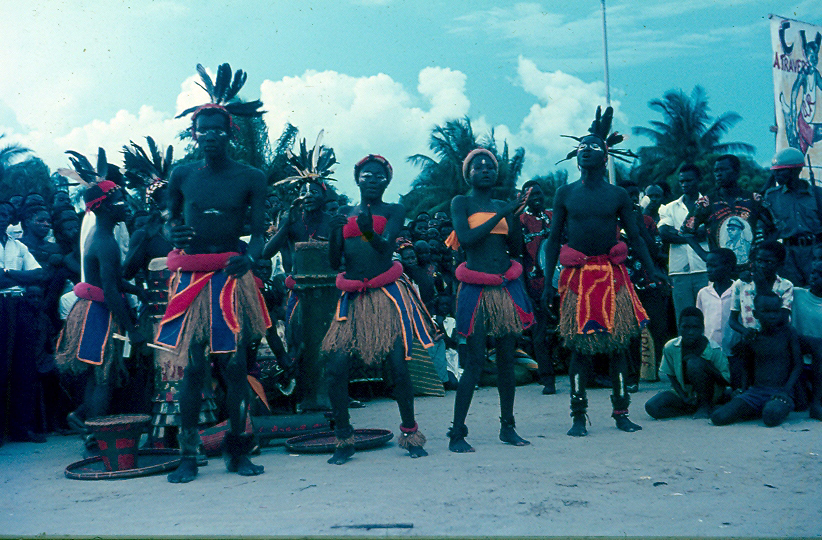
Troupe exécutant une danse traditionnelle le 24 novembre 1966 lors des célébrations de l'anniversaire du coup d'État.

Afin d'insuffler à son peuple une fierté nationale, Mobutu invite à concilier les traditions culturelles africaines avec les exigences de la modernité. Implicite dès les premières années du régime, cette recherche d'authenticité africaine prend forme officiellement à la fin de l'année 1971, avec le lancement de la campagne « Recours à l'authenticité ! » et deviendra la « la pièce maîtresse de la politique et des discours du parti ». Dans un discours prononcé au Sénégal en 1971, Mobutu explique ainsi sa démarche : 

« Tout le sens de notre quête, tout le sens de notre effort, tout le sens de notre pèlerinage sur cette terre d’Afrique, c’est que nous sommes à la recherche de notre authenticité, et que nous la trouverons parce que nous voulons, par chacune des fibres de notre être profond, la découvrir chaque jour davantage. En un mot, nous voulons, nous autres Congolais, être des Congolais authentiques. »

Dès son arrivée au pouvoir, Mobutu encourage l'usage du lingala et fait la promotion des danses et des chants traditionnels. Il bannit de la radio la musique populaire occidentale et se pose en champion de la musique locale « authentique » illustrée notamment par Franco, Tabu Ley et Docteur Nico.
Il procède au remplacement des toponymes hérités du régime colonial. Entre 1966 et 1971, de nombreuses villes sont rebaptisées, notamment Kinshasa (Léopoldville), Kisangani (Stanleyville), Lubumbashi (Elisabethville), Likasi (Jadotville), Kalemie (Albertville), Kananga (Luluabourg), etc. 
En 1972, ce mouvement s'étend aux patronymes. Mobutu invite à abandonner le prénom chrétien et à se choisir plutôt un « postnom ». Il prêche d'exemple en se donnant le nom officiel de Mobutu Sese Seko Kuku Ngbendu wa za Banga, ce qui, selon certains, signifie « grand guerrier conquérant, qui va de triomphe en triomphe ». Tous les citoyens zaïrois doivent faire de même et abandonner leurs prénoms pour adopter des noms « authentiques », dans un grand mouvement de zaïrianisation.
En 1973, la politique d'authenticité gagne le domaine du vêtement. Les standards d'habillement occidentaux sont abandonnés au profit de l’abacost (mot-valise créé sur le slogan « à bas le costume! »). Les hommes doivent abandonner la cravate au profit d'un col Mao. Chez les femmes, la minijupe et le pantalon sont strictement interdits au profit de la robe ample de style africain trois pièces, aux motifs colorés,. 
Lui-même donnait l'exemple en arborant, dès les premiers mois de sa prise de pouvoir, la toque en léopard qui sera son signe distinctif, le symbole de sa puissance et qui fait de lui le « léopard de Kinshasa ». Il crée en 1966 l'Ordre national du léopard, qui est la plus haute distinction du pays.
En 1974, il est recommandé de ne plus recourir aux formes de salutation « Monsieur » ou « Madame » mais plutôt « Citoyen » ou « Citoyenne ».
Cette assignation à l'authenticité et cette instrumentalisation de la culture comme outil de consolidation du pouvoir sont ressenties par des intellectuels congolais comme une forme de brimade.

#### Gommage des différences ethniques
Le régime s'attache à gommer les différences ethniques, estimant qu'une nation forte est incompatible avec une logique tribale. Le défi est énorme dans un pays qui compte plus de 300 groupes ethniques distincts. Grâce à ses dons de communicateur et à une énorme machine de propagande dirigée fort efficacement par Dominique Sakombi Inongo, commissaire à l'information, Mobutu réussira à développer un sentiment d'identité commune et à insuffler à beaucoup de ses concitoyens la fierté d'être Zaïrois, accomplissant en quelques années ce que le colonisateur n'avait pas réussi à faire en plus d'un demi-siècle. 
À cette fin, l'équipe nationale de football devait inclure des joueurs de l'ensemble du pays. Des jeunes filles provenant de toutes les provinces prenaient part à l'élection de Miss Zaïre. L'armée devait aussi contribuer à cet objectif supra-tribal en engageant dans ses troupes des recrues venant de partout, y compris des tribus de pygmées. Des associations basées sur l'appartenance ethnique ou linguistique sont interdites.

#### Fusion des universités
Les trois universités du pays sont nationalisées et fusionnées en une seule entité avec des campus spécialisés : le droit, l'économie, la médecine et les sciences naturelles à l'Université de Kinshasa ; la psychologie, l'éducation et l'agronomie à l'Université de Kisangani ; la géologie, les sciences sociales, la philosophie et la littérature à l'Université de Lubumbashi. Cette réforme avait le double avantage d'affaiblir le mouvement étudiant et de consolider le sentiment national.

#### Mise au pas des églises
« En décembre 1971, Mobutu ne reconnaît plus que les seules Églises catholique, protestante et kimbanguiste (EJCSK) et fait dissoudre, puis interdire en 1972, les sectes. » Toutefois, sa décision de supprimer les noms chrétiens et d'installer des sections de la Jeunesse du MPR dans tous les séminaires, amène rapidement des tensions avec l'Église catholique romaine. Celles-ci continuèrent jusqu'en 1975, date à laquelle, à la suite de pressions du Vatican, le régime cessa ses attaques contre l'Église, qui récupéra certaines de ses prérogatives en matière d’enseignement. Cependant, conformément à la loi de décembre 1973, qui autorisait l'État à dissoudre « toute église ou secte troublant ou susceptible de troubler l'ordre public », des organisations non autorisées furent démantelées et leurs dirigeants jetés en prison. 

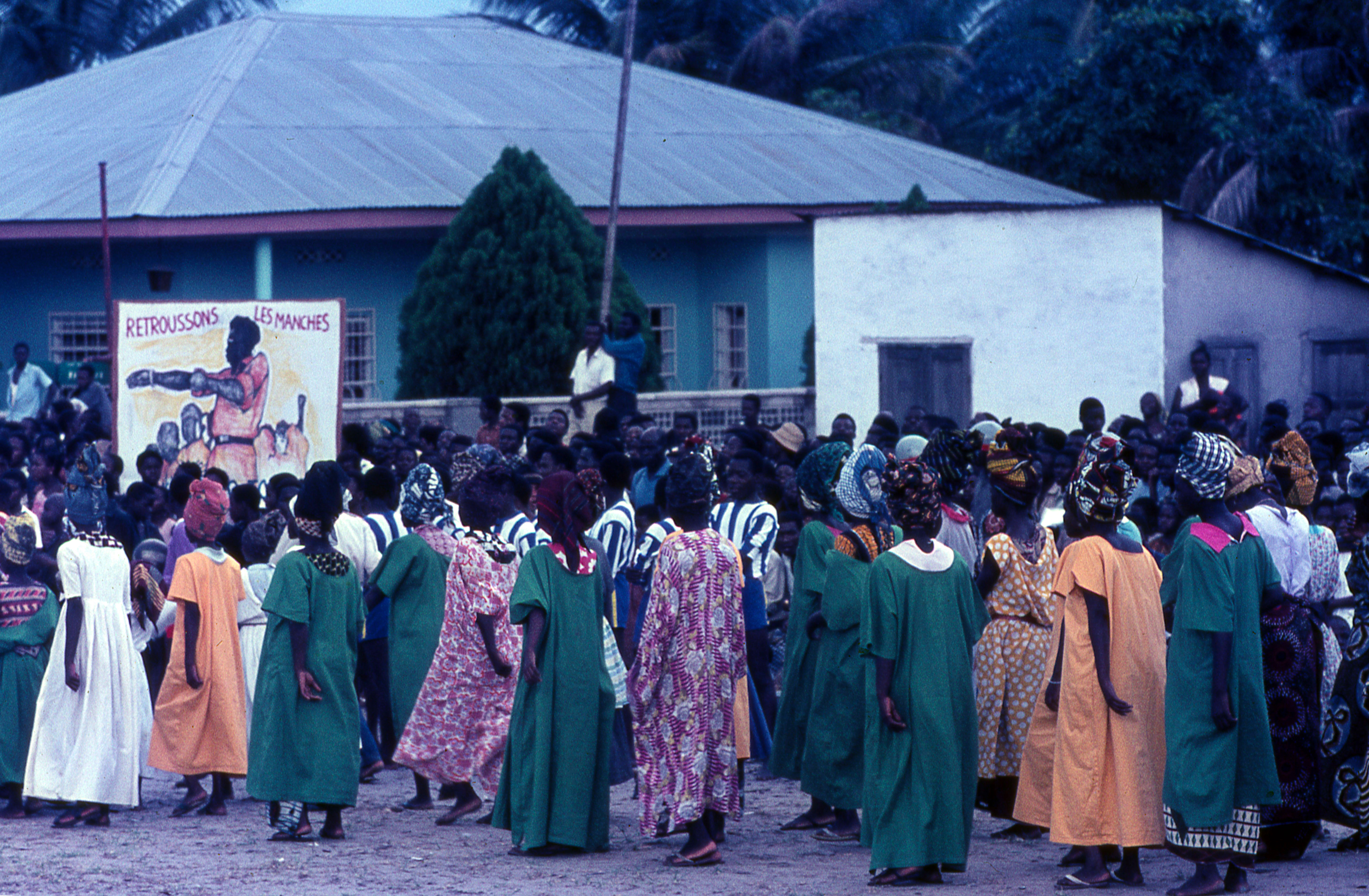
Assemblée de fidèles de l'église kimbanguiste. À l'arrière, panneau affichant le slogan « Retroussons les manches ». Kinshasa, novembre 1966.

L'Église kimbanguiste, persécutée sous le régime colonial, connaît alors un grand essor. Résolument pro-mobutiste, elle obtient l'interdiction des sectes dissidentes, ce qui lui permet « de se renforcer institutionnellement et à Mobutu d'asseoir l'allégeance de l’EJCSK au MPR. »

#### Centralisation des structures de pouvoir
Avec la réforme de juin 1973, une étape supplémentaire est franchie vers une centralisation accrue. Le but en était de réaliser une fusion complète entre les structures administratives et politiques en faisant de chaque responsable politique le chef de la section correspondante du parti. Une autre conséquence fut que la réforme entrava sérieusement la puissance des autorités traditionnelles au niveau local. Les autorités traditionnelles héréditaires n'étant désormais plus reconnues, l'autorité échoyait aux seules autorités mises en place par Kinshasa et contrôlée par voie hiérarchique. Dès lors, le processus de centralisation a pour effet d'éradiquer toute forme d'autonomie locale préexistante et d'atténuer les risques de révolte locale, surtout dans l'est du pays.
En 1970, la durée de son mandat est portée à sept ans. Il sera réélu en 1977 avec plus de 98 % du vote.

#### Service civil obligatoire
L'année 1973 voit l'introduction de travaux communautaires d'intérêt collectif (connu aussi sous le nom du terme lingala de « salongo ») : tout homme en bonne santé était tenu de consacrer le samedi après-midi à des travaux d'intérêt général, généralement en agriculture ou en projets de développement : élimination des mauvaises herbes, nettoyage des ordures et balayage des rues, entretien des sentiers de bicyclette, etc. Présenté comme une tentative révolutionnaire de recouvrer les valeurs du communalisme et de la solidarité inhérentes aux sociétés traditionnelles, le salongo avait aussi pour objectif de mobiliser la population « avec enthousiasme et sans contrainte », tout en marquant pour certains un retour au labeur forcé de l'époque coloniale. Compte tenu du manque d'enthousiasme de la population et des vives résistances rencontrées, de nombreux administrateurs locaux cherchent d'autres moyens de remplir leurs objectifs. Le fait de ne pas accomplir les prestations obligatoires pouvait occasionner de un à six mois de prison vers la fin des années 1970, et bien peu de Zaïrois s'opposèrent au salongo.

### Les grands travaux, autres symboles du nouveau régime

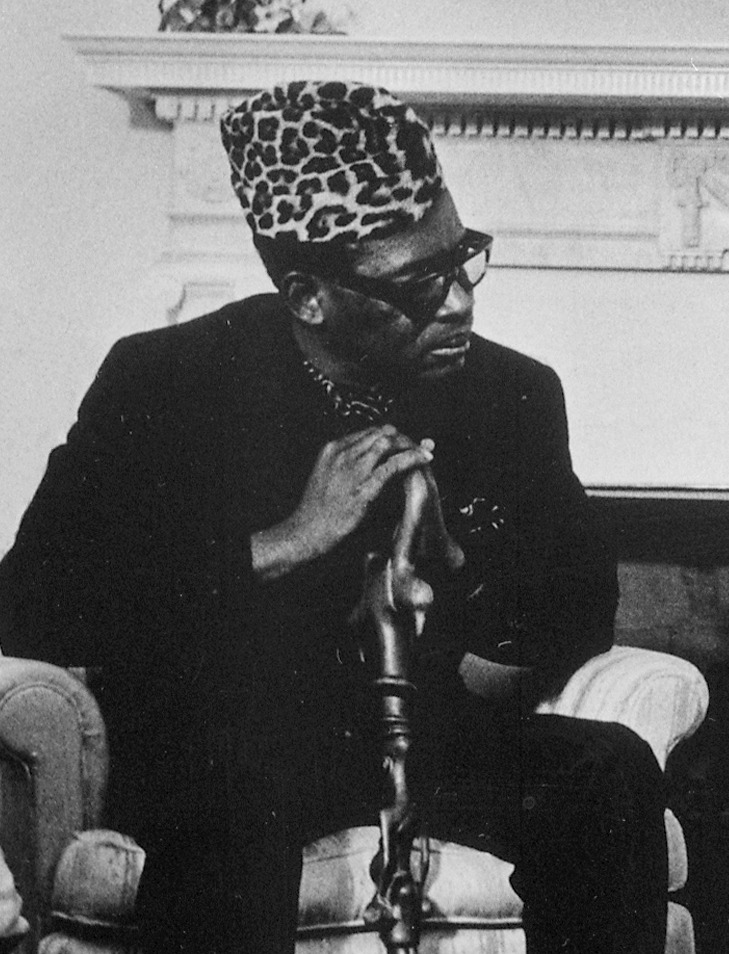
Mobutu Sese Seko vers 1970, avec la toque en peau de léopard et la canne.

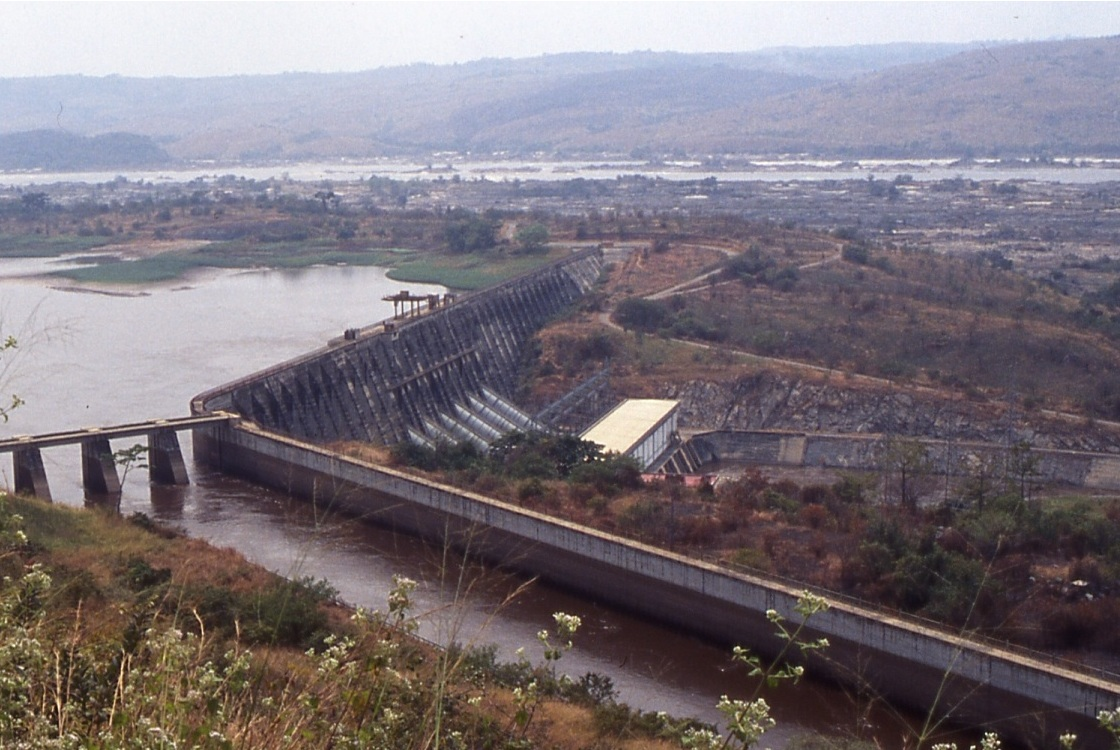
Vue du barrage d'Inga I.

Les années 1970 sont l'époque des grands travaux et du rapprochement avec la république populaire de Chine, qui viendra édifier dans le pays le stade des Martyrs, le palais du Peuple, le pont Matadi et le stade Tata Raphaël.
C'est dans ce stade que, Mobutu, toujours en quête de prestige international et intérieur, réussit à organiser l'un des matchs de boxe les plus mythiques de l'histoire, opposant Mohamed Ali à George Foreman en 1974. 
C’est aussi l'époque de divers « éléphants blancs », tels le Centre commercial international du Zaïre (CCIZ) et l'édifice abritant les services de RTNC, vite tombés en décrépitude en dépit de leurs coûts faramineux. 
En 1977, Mobutu permet à la compagnie allemande OTRAG de développer un programme spatial sur le territoire congolais. En plus de lui concéder 5 % du territoire national jusqu'à l'an 2000, il lui accorde une exemption d'impôts et de droits de douane et la décharge de toute responsabilité pour les dommages éventuels à l'environnement. Mais la fusée en question s'est écrasée au sol lors de son lancement officiel en grande pompe en juin 1978. 
Alors que le barrage d'Inga avait été conçu pour produire 351 mégawatts, Mobutu lance la construction d'Inga II prévue pour produire 1 424 mégawatts en 1982, après quoi il démarre le projet Inga III qui devrait avoir une capacité de 30 000 mégawatts. 
Pour acheminer cette énergie dans tout le pays, il faut compter au moins 10 000 pylones, ce qui entraîne la construction d'une usine sidérurgique à Maluku conçue pour produire 250 000 tonnes d'acier par an. Cette usine, qui a coûté 182 millions de dollars, n'a jamais fait de profit car elle était incapable de traiter le minerais extrait localement, mais seulement de la ferraille. La ligne à haute tension allant jusqu'au Katanga a coûté 850 millions de dollars mais n'a le plus souvent été utilisée qu'à 10 % de sa capacité.

### Les palais de Mobutu

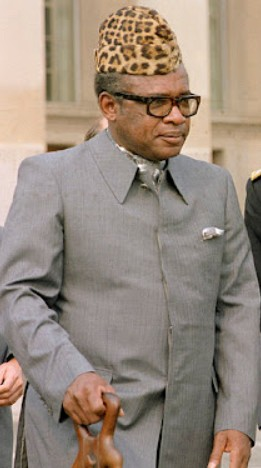
Mobutu en abacost et toque de léopard en 1983.

Grand constructeur, Mobutu ne s'oublie pas et transforme son village natal de Gbadolite, au milieu de la jungle, en une ville moderne avec piste pour l'atterrissage d'un Concorde, une cathédrale avec crypte pour sa famille et un hôpital bien équipé. 
Il se fait construire à Gbadolite une résidence fastueuse de 15 000 m2, avec murs couverts de marbre de Carrare et de tapisseries en soie. Les portes monumentales de sept mètres de haut étaient en acajou et incrustées de malachite. Tout l'ameublement était à l'avenant: lustres de cristal, miroirs de Venise, jacuzzis, salons de massage... Il y donnait de somptueuses réceptions à des milliers d'invités, pour lesquelles il faisait venir des chefs cuisiniers de France et de Belgique. 

À Kawele, situé à une dizaine de kilomètres de là, il s'installe une seconde résidence, un peu moins grande, vers la fin des années 1980. Il entretenait des jardins splendides : 

« On y découvre des délicates fleurs rouges de « l’arbre du diable » planté là par un mystique hindouiste dépêché de New Delhi, des palmiers ornementaux importés de l’île Maurice, des fleurs de Madagascar, d’Afrique du Sud ou de Singapour, des manguiers transportés d’Abidjan, des conifères de la Côte d’Azur. Il y a aussi les gigantesques kapokiers aux fleurs jaunes, rouges, mauves, rapportés d’Argentine. »

À Kinshasa, il confisque la résidence du directeur de la banque nationale pour en faire son palais présidentiel. Outre ces résidences, « le dictateur kleptocrate possédait un palais à Venise, un domaine au Portugal, un appartement luxueux avenue Foch à Paris et des villas sur la Côte d’Azur, un château en Suisse et des hôtels en Afrique. »

### Kleptocratie et corruption généralisée
Au lendemain de la fuite de Mobutu, une enquête du Financial Times estimait sa fortune personnelle à quatre milliards de dollars, investis principalement en une vingtaine de propriétés, dont beaucoup « sont détenus par des sociétés écrans, des associés ou des membres du clan ne portant pas le nom de Mobutu ». Une grande partie des fonds de Mobutu provenait d'un « pillage systématique des finances publiques » ainsi que d'un véritable « système de détournement » des prêts et subventions de l'Occident, qui se montent à 8,5 milliards de dollars entre 1970 et 1994.
Encouragés par l'exemple qui venait d'en haut, des militaires revendaient sur le marché noir du kérosène ou des pièces des appareils de la flotte aérienne (C-130, Macchi, Alouette, Puma), entraînant à terme leur mise hors service ou leur écrasement au sol. Ce trafic a fait de Kinshasa un centre du marché noir des pièces détachées.

### Expropriations massives et zaïrianisation de l'économie
De retour d'un voyage en Chine en automne 1973, Mobutu décide de nationaliser tous azimuts en expropriant petites et moyennes entreprises, plantations et petits commerces encore aux mains des étrangers. En l'espace de quelques jours, des milliers d'entreprises passèrent ainsi aux mains de ses partisans. Comme ceux-ci n'avaient généralement aucune compétence spécifique, cette zaïrianisation eut des conséquences désastreuses pour l'économie du pays.
En outre, le cours du cuivre se mit à fortement baisser avec la fin de la guerre du Vietnam, accentuant le marasme économique.
Malgré cela, une paix et une stabilité relatives prévalurent jusqu'en 1978, lorsque des rebelles katangais, basés en Angola, lancèrent une série d'attaques pour envahir le Shaba (Katanga). Ils furent évincés par des para-commandos, belges et français, qui furent largués sur Kolwezi à la suite d'un massacre d'Européens dont on soupçonne qu'il avait été perpétré sur l'ordre de Mobutu lui-même.
Au cours des années 1980, le Zaïre demeura un État contrôlé par un parti unique. Bien que Mobutu gardât le contrôle de la situation au cours de cette période, des partis d'opposition étaient actifs, dont le plus connu était l'Union pour la démocratie et le progrès social (UDPS). Les tentatives de Mobutu pour contrer ces partis lui attirèrent de nombreuses critiques.

## Affaiblissement du pouvoir personnel et instauration du multipartisme

### Pressions des alliés
Avec la fin de la Guerre froide, les pressions intérieures et extérieures contre Mobutu s'accentuent. Entre fin 1989 et le début 1990, Mobutu se trouve affaibli par diverses contestations internes, des critiques grandissantes de la communauté internationale contre son régime et ses violations des droits de l'homme, son économie en déroute, la corruption de son gouvernement et l'assujettissement du budget national aux fins personnelles de Mobutu. Le pouvoir se maintient cependant grâce à la répression impitoyable menée par la division spéciale présidentielle (DSP), forte de dix mille hommes et responsable de tortures et de nombreuses disparitions.

### Vers une Troisième République
En mai 1990, Mobutu met fin au régime du parti unique et donne son accord au partage d'un pouvoir issu d'élections libre et à la promulgation d'une nouvelle constitution qui déboucherait sur une Troisième République,. Pour y travailler, quelque 2 800 représentants provenant de près de 200 partis politiques, nombre d'associations, de représentants religieux et de groupements professionnels de tous les coins du pays — mais seulement 200 femmes — se réunissent au Palais du Peuple à Kinshasa pour constituer la Conférence nationale souveraine. Celle-ci siège à partir du 7 août 1991 et a pour mandat de rédiger une constitution dans les trois mois qui suivent. Elle est d'abord présidée par Kalonji Mutambai wa Pasteur Kabongo, un supporter de Mobutu. 
Pour s'assurer de garder le pouvoir dans un régime de multipartisme, Mobutu crée durant cette période « quarante-cinq partis qu'il a dû financer pour en garder le contrôle. Cela lui a coûté beaucoup d'argent, qu'il a soustrait au secteur productif aux mines, celles de cuivre d'abord, puis celles de diamant. »

### Premier pillage
Alors que le processus de la Conférence commençait à s'enliser, des militaires déclenchent des pillages à Kinshasa le 23 septembre 1991 pour protester contre le non-paiement de leur solde. Comme Mobutu ne réagissait pas, quelque 2 000 militaires belges et français interviennent pour évacuer les 20 000 étrangers menacés à Kinshasa. Les émeutes s'arrêtent, après avoir détruit 30 à 40 % des petites entreprises et fait 117 morts. Certains soupçonnent que ces pillages et l'échec de la conférence arrangeaient les plans de Mobutu.

### Marche de l'espoir
Après le retour à l'ordre, les travaux de la conférence reprennent avec un nouveau président, élu cette fois par l'assemblée, l'archevêque Laurent Monsengwo. En même temps, Mobutu nomme au poste de Premier ministre son opposant de longue date, Étienne Tshisekedi wa Mulumba, dirigeant de l'UDPS. Les députés de cette conférence n’hésitent pas à critiquer ouvertement Mobutu, sa gestion économique catastrophique, son culte personnel. En janvier 1992, Mobutu déclare que les travaux de la Conférence sont terminés.
Cette clôture déclenche le 16 février 1992 un immense mouvement de protestation, qui mobilise plus d'un million de personnes dans les principales villes du pays, pour ce qui a été appelé la Marche de l'espoir, durement réprimée.
En avril, la Conférence reprend ses travaux en formant 23 comités et une centaine de sous-comité, qui travaillent à un rythme intensif. Le projet de nouvelle constitution prévoyait notamment que la nomination du Premier ministre ne relevait plus du président et aussi que le pays devait reprendre son ancien nom et revenir à l'hymne national en vigueur avant 1965. Ces deux dernières décisions ont été retirées devant l'opposition de Mobutu, mais, le 15 août 1992, la Conférence nommait Étienne Tshisekedi wa Mulumba au poste de Premier ministre. La Conférence termine officiellement ses travaux en décembre 1992, après 17 mois.

### Deuxième pillage et HCR-PT
Dans les années 1990, l'inflation atteint des niveaux très élevés. Alors que, de 1975 à 1989, l'inflation était en moyenne de 64 % par an, elle atteindra une moyenne de 3 616 % entre 1990 et 1995. La mortalité infantile, due à la sous-alimentation, était de 10 % dans les villes et atteignait 16 % dans les campagnes,.
En décembre 1992, Mobutu introduit le billet de 5 000 000 de zaïres. Or, le Premier ministre Tshisekedi le déclare illégal, ce qui amène les changeurs à le refuser, engendrant un immense mécontentement. Du 28 au 30 janvier 1993, les troupes d'élite de Mobutu (DSP), mécontents de voir leur pouvoir d'achat s'éroder au jour le jour, se lancent dans un deuxième pillage, encore plus violent que le premier de 1991. En plus de détruire et piller sans vergogne, les soldats émeutiers tuent des milliers de personnes, incluant l'ambassadeur de France et un membre de son bureau, ce qui entraîne à nouveau l'intervention des troupes belges et françaises.
En mars 1993, Mobutu met en place un gouvernement parallèle doté de son propre parlement et de sa constitution. Pour négocier un compromis, l'Organisation de l'unité africaine envoie des émissaires à Kinshasa. Un super-parlement de 700 membres est finalement mis en place en 1994, intégrant des personnes des deux tendances, sous le nom de Haut Conseil de la République-Parlement de transition (HCR-PT). Mobutu était le chef de l'État et Kengo Wa Dondo Premier ministre. Bien que des élections présidentielle et législatives aient été prévues pour deux années plus tard, elles n'eurent jamais lieu.

## Chute du régime

### Réfugiés Hutus au Zaïre
En 1996, les tensions interethniques et avec l'État voisin du Rwanda s'accentuent, avec le déplacement des affrontements sur le territoire du Zaïre (voir Histoire du Rwanda). Après le génocide au Rwanda, 1 500 000 réfugiés Hutu cherchent refuge au Zaïre, juste à côté de la frontière avec le Rwanda, contrairement aux normes internationales. Il s'y mêlait des milices Hutu rwandaises (Interahamwe), utilisant les camps de réfugiés établis dans le Zaïre oriental comme base arrière pour des incursions au Rwanda. Ces milices Hutues se coalisèrent rapidement avec les Forces armées zaïroises (FAZ) pour lancer des attaques contre les Tutsis zaïrois. Ceux-ci ne tardèrent pas à s'organiser pour contrer ces attaques et à rallier des membres locaux de l'ethnie Tutsi. Quand le gouvernement zaïrois commença à être impliqué dans des massacres en novembre 1996[réf. nécessaire], les milices Tutsies entrèrent en rébellion ouverte contre Mobutu.

### Alliance des forces démocratiques pour la libération du Congo
En octobre 1996, à l'instigation du président rwandais Kagame, les milices Tutsi sont rejointes par divers groupes d'opposition — notamment l'Alliance démocratique des peuples dirigée par Déogratias Bugera et le Mouvement révolutionnaire pour la libération du Zaïre (MRLZ) dirigé par Anselme Masasu Nindaga — ainsi que par d'anciens opposants d'obédience lumumbiste, tels André Kisase Ngandu et surtout Laurent-Désiré Kabila. Ce dernier prend la tête de la coalition et lui donne le nom d'Alliance des forces démocratiques pour la libération du Congo (AFDL). Celle-ci est soutenue par plusieurs pays, dont notoirement le Rwanda et l'Ouganda ainsi que par les États-Unis. Kagame demande la démission de Mobutu pour avoir accordé protection et refuge aux génocidaires hutus. Les troupes de Kabila étaient menées par le Rwandais James Kabarebe et avaient enrôlé de nombreux enfants-soldats, ainsi que des combattants aguerris venus du Rwanda, de l'Ouganda et même de l'Érythrée.
Après s'être livré à des massacres sur les Hutus des camps de réfugiés, les milices continuent à les poursuivre alors qu'ils fuient le pays vers le nord ou le sud, sans toutefois perdre de vue leur objectif qu'est Kinshasa. Les troupes se divisent en deux, l'une allant vers Kisangani, Boende et Mbandaka, tandis que l'autre se dirige sur Bakwanga et Kikwit, afin de prendre la capitale en tenailles. Elles ne rencontrent que peu de résistance, tant la population était fatiguée du régime de Mobutu. Kabila est accueilli en libérateur à Kinshasa le 17 mai 1997 .

### Retour à la RDC
Des négociations interviennent en mai 1997 entre Kabila et Mobutu, sous l'égide de Nelson Mandela, sans laisser à Mobutu la possibilité de se maintenir au pouvoir. Kabila prête serment en tant que président de la République le 29 mai 1997 dans le stade des Martyrs. Il transforme l'AFDL de force militaire en organe de gestion du pouvoir et rend au pays son nom de « république démocratique du Congo ».
Le 18 mai, Mobutu « fatigué et lâché par sa garde rapprochée, embarque à bord de sa limousine Mercedes dans les cales d’un avion-cargo qui le déposera au Togo ». De là, il part pour le Maroc, où il meurt de cancer quatre mois plus tard.
Avec l'abandon du nom Zaïre, le nom de domaine de premier niveau sur Internet cesse d'être .zr et devient .cd.

## Bilan économique
Malgré toutes les promesses faites par Mobutu au moment de son coup d'état, la situation économique du pays continuera à se détériorer, à tel point que le pouvoir d'achat en 1979 était tombé à 4 % de ce qu'il était en 1960. Entre 1975 et 1979, un économiste a estimé que de 30 à 60 % de la récolte de café était écoulée hors du pays en contrebande, 70 % des diamants, 90 % de l'ivoire et des tonnes de cobalt. Le pays était soumis à un véritable pillage de ses ressources : « La fraude douanière sur les exportations d’or et de diamant fit perdre au pays plus de 6 milliards de FF par an. Le PNB apparent (hors exportations clandestines et économie de subsistance) chuta de 38 % en 5 ans, à 150 dollars par habitant (moins qu’en Somalie !) ». 
La dette étrangère du Zaïre, répartie entre 98 banques, totalisait alors 887 millions de dollars. Inquiets pour leur argent, les pays créditeurs se joignirent au Club de Paris et firent appel au FMI. En 1976, ce dernier consent des fonds d'urgence au régime, mais Mobutu en siphonne au moins 200 millions. 
En 1978, le FMI nomme Erwin Blumenthal en tant que directeur intérimaire de la Banque nationale du Zaïre (BNZ), poste qu'il sera forcé d'abandonner à l'été 1979. Selon le rapport que ce dernier établira pour le FMI en 1982, « Il est impossible de contrôler les transactions financières effectuées par le bureau du président. Aucune distinction n'est faite entre les besoins personnels du président et les dépenses de l'État. » Il poursuit en affirmant : « Ce rapport montre d’une manière flagrante à quel point le système de corruption en vigueur au Zaïre, sous ses aspects les plus sordides et malfaisants, et l’impossibilité de contrôle des fraudes, anéantissent toute tentative des institutions internationales, des pays amis ou des banques commerciales qui persistent à croire à un redressement de l’économie zaïroise. » Il ajoute qu'il n'y a aucune possibilité que les créanciers récupèrent un jour leur argent. Mobutu avait mis en place une véritable ingénierie financière pour s'enrichir à même les fonds de l'État.
En 1982, la dette extérieure du Zaïre totalisait cinq milliards de dollars. Quinze ans plus tard, à la mort de Mobutu, elle était de 13 milliards. Malgré cela, entre 1982 et 1988, le FMI lui a prêté 600 millions de dollars et la Banque mondiale 650 millions.
Le service postal ne fonctionnait plus, l'eau courante et l'électricité étaient rares et il y avait moins d'une ligne téléphonique pour mille habitants. La population était plus pauvre que la génération précédente et beaucoup ont dû demander de l'aide à leurs parents. La paie d'un directeur d'école était dépensée en deux jours. Et la situation ne cessait pas de se dégrader. Sur les 140 000 km de routes carrossables que le pays comptait en 1960, il n'en restait que 20 000 en 1985. Le produit national brut par personne était alors tombé de 600 $ à 200.